# Draganje
Draganje (nemško Ragain) je naselje v Občini Vernberk v Okraju Beljak-dežela na Koroškem v Avstriji.